# Ochotona hoffmanni
Ochotona hoffmanni är en däggdjursart som beskrevs av Formozov, Yakhontov och Dmitry A. Dmitriev 1996. Ochotona hoffmanni ingår i släktet Ochotona och familjen pipharar (Ochotonidae). IUCN kategoriserar arten globalt som starkt hotad. Inga underarter finns listade i Catalogue of Life.
Denna piphare förekommer i två mindre områden i Mongoliet respektive ryska Sibirien. Arten lever i klippiga regioner.